# Spilosoma heylartsi
Spilosoma heylartsi là một loài bướm đêm thuộc phân họ Arctiinae, họ Erebidae.